# Papilionanthe sillemiana
Papilionanthe sillemiana  (лат.) — вид однодольных растений рода Papilionanthe семейства Орхидные (Orchidaceae). Под текущим таксономическим названием описан венгерско-американским ботаником Лесли Эндрю Гараем в 1974 году.

## Распространение, описание
Эндемик Мьянмы.
Эпифитное, хамефитное растение. Следующее описание было дано для таксона Thrixspermum sillemianum, в настоящее время входящего в синонимику Papilionanthe sillemiana. Листья цилиндрические. Цветоножка с двумя цветками. Цветки молочно-белого цвета с жёлтым оттенком, губа с лиловым рисунком.

## Синонимы
Синонимичные названия:
- Aerides sillemiana (Rchb.f.) Garay
- Sarcochilus sillemianus Rchb.f.
- Thrixspermum sillemianum Rchb.f.